# Ligne de Boisleux à Marquion
La ligne de Boisleux à Marquion est une ligne de chemin de fer secondaire ayant fonctionné entre 1882 et 1969 dans le département du Pas-de-Calais.
La ligne est initialement exploitée par deux compagnies distinctes :
- La compagnie de Boisleux à Marquion : le B.M. (de 1878 à 1930), et
- La Compagnie de Marquion à Cambrai : le M.C. (de 1897 à 1930). Elles furent ensuite fusionnées et exploitées par
- la Compagnie générale de voies ferrées d'intérêt local (C.G.L.) entre 1930 et 1961 et enfin par
- la Régie départementale des transports du Pas-de-Calais (R.D.T. 62) jusqu'en 1969

C'est une voie ferrée d'intérêt local à voie normale du Pas-de-Calais. Surnommée « le yoyo », elle fut en fonction de 1878 à 1969.
Compte tenu de son prolongement ultérieur jusqu'à Cambrai, la ligne est connue sous les initiales B.M.C..

## Historique de la ligne

### La création
La ligne de Boisleux à Marquion faisait ainsi partie d’un ensemble privé de quatre lignes (et autant de compagnies) connectées entre elles par des gares d’échanges (comme Quéant, Frémicourt ou Vélu−Bertincourt), constituant le réseau secondaire à voie normale des Hauts-de-France :
- Le chemin de fer d'Achiet à Bapaume et Marcoing, ouverte en 1871 et de 33 km de long,
- La ligne de Boisleux à Marquion, ouverte en 1878 et de 26 km de long,
- Le chemin de fer de Vélu-Bertincourt à Saint-Quentin, ouverte en 1879 et de 52 km de long,
- Le chemin de fer de Marquion à Cambrai, ouverte en 1897 et de 20 km de long.

Il existait une autre ligne parallèle allant de Achiet-le-Grand à Marcoing. Les deux lignes étaient reliées entre elles par une troisième qui allait de Quéant à Frémicourt.
Il s’agissait de l’ensemble privé à voie normale (écartement entre les rails de 1,435 m) le plus grand de la région Nord-Pas-de-Calais avec 131 km. Les archives du Pas-de-Calais[réf. nécessaire] ont permis d’établir la longueur précise de la ligne de Boisleux à Marquion. La longueur totale des alignements (c’est-à-dire des rails droits) était de 14 321,43 m et la longueur totale des courbes était de 7 084,57 m. Le total était de 21 406 m.
Le chemin de fer allant de Boisleux à Marquion est né au terme du traité conclu le 18 septembre 1873 entre le préfet du Pas-de-Calais et MM. Louis Démiantte, fabricant de sucre à Saint-Léger, Charles Dubuisson, distillateur demeurant à Inchy et Alfred Tramnin, fabricant de sucre demeurant au Raquet près de Douai.
La concession de la ligne Boisleux à Marquion a été établie aux clauses et conditions du cahier des charges de la concession du chemin de fer, annexée au décret du 30 mai 1868 et insérée au bulletin des lois no  1603. La ligne fut concédée en 1874 et son tracé définitif a été défini entre 1875 et 1878.
L'ouverture de la ligne se fit en trois étapes :
- 21 janvier 1878 de Boisleux à Croisilles,
- 1er juin 1878 de Croisilles à Inchy-en-Artois,
- 5 juin 1880 d'Inchy-en-Artois à Marquion.

Le chemin de fer traversait différentes villes. On trouvait ainsi des gares à Boisleux-au-Mont, Boyelles, Saint-Léger, Croisilles, Écoust-Saint-Mein, Quéant, Inchy-en-Artois et Marquion. Lorsque la ligne fut prolongée jusqu’à Cambrai 23 ans plus tard (en 1897), les gares de Bourlon et Fontaine-Notre-Dame furent ouvertes sur le chemin de fer de Marquion à Cambrai.
La ligne a connu un trafic important avec le transport des voyageurs et des marchandises.

### La Première Guerre mondiale
Le 26 août 1914 l’exploitation fut suspendue à cause de la Première Guerre mondiale. Cependant un canon mobile de 350 mm se déplaçait la nuit sur la voie ferrée entre Cambrai et Quéant, tirait à Bourlon et parfois à Sauchy-Cauchy « à la gare » quelques coups vers les Anglais et rentrait vers Cambrai.
En 1917 les troupes allemandes ont réalisé, à but militaire, un tronçon de ligne à voie normale reliant la gare de Marquion à celle d'Aubencheul au Bac, raccordement à la ligne de Cambrai à Douai. Ce tronçon fut remis en service le 12 mai 1920 pour le service marchandises, mais ferma en 1924.
Le repli des troupes allemandes en 1917 permit aux Alliés de récupérer les lignes qui étaient grandement détériorées. Les concessions furent reprises par le département du Pas-de-Calais qui les confia en régie à leurs anciens exploitants. La ligne de Boisleux à Marquion rouvre le 30 juin 1919, mais la section de Marquion à Bourlon doit attendre le 1er mars 1920.
À l'issue de la guerre il ne restait que deux voitures de transport de passagers. Le transport de ceux-ci se faisait, dans un premier temps, dans des wagons à bestiaux, puis des voitures furent louées par le département à la Compagnie des chemins de fer du Nord. Cette situation perdure jusqu'en 1924. Le ministre des Travaux publics accepte l'achat à la Compagnie du Nord de voitures et fourgons à bagages, qui seront mis en service en 1925.

### L’après-guerre
En 1930, la Compagnie de la ligne de Boisleux à Marquion et les trois autres qui y étaient reliées formèrent la « Compagnie générale de voies ferrées d'intérêt local » : la CGL. Celle-ci fut reprise en 1961 par la Régie départementale des transports du Pas-de-Calais.
Le 15 octobre 1962, le trafic de voyageurs du BMC fut transféré sur route (seulement quatre ans après que les lignes furent électrifiées). Deux lignes d'autobus furent créées par la Régie départementale des transports du Pas de Calais :
- de Quéant à Cambrai et
- de Quéant à Boisleux-au-Mont (puis Arras).

Le tronçon Boisleux−Boyelles fut abandonné pour éliminer les frais de la gare commune avec la SNCF à Boisleux. Le 31 décembre 1969 la desserte de marchandises fut totalement supprimée avec l’essor du semi-remorque.

## La ligne

### Gares et points d’arrêts
La ligne de Boisleux à Marquion desservait les gares suivantes :
- Boisleux (P.K. 0,000)
- Boyelles (P.K. 5)
- Saint-Léger (P.K. 9)
- Croisilles (P.K. 11)
- Écoust-Saint-Mein (P.K. 13)
- Quéant (P.K. 19)
- Inchy-en-Artois (P.K. 22)
- Buissy−Baralle (P.K. 24)
- Marquion (P.K. 26)

Le centre du réseau était situé à Marquion où se trouvait le dépôt de matériels.

### Les gares de jonction
- La gare de Boisleux était une gare de correspondance avec la très importante ligne de Paris-Nord à Lille, l’une des plus fréquentées du réseau jusqu’à l’arrivée de la LGV Nord.
- La gare de Quéant était le point de départ de la liaison qui reliait la ligne au chemin de fer d'Achiet à Bapaume et Marcoing en gare de Frémicourt.
- La gare de Marquion permettait la jonction avec le chemin de fer de Marquion à Cambrai qui prolongeait la ligne jusqu’à la gare de Cambrai-Ville. La plupart des missions reliaient directement Boisleux (voire Arras) à Cambrai en poursuivant sur le chemin de fer de Marquion à Cambrai, faisant de Marquion une gare principalement de passage.

### Système de sécurité de la voie unique
La ligne de Boisleux à Marquion était appelée le « yoyo », certainement à cause du va-et-vient qu’effectuait le convoi allant dans un sens et dans l’autre de la ligne comme le mouvement que décrit le jouet « yoyo ». Dans chacune des gares les installations permettaient de faire croiser deux trains. Le danger était que deux trains soient envoyés sur la même section de ligne et se retrouvent en face à face. Pour l'éviter la sécurité était réglée par la plaque pilote. Sur chaque tronçon existait une et une seule plaque pilote (plaque de cuivre poinçonnée du nom des gares encadrantes et de forme différente selon les tronçons). Aucun mécanicien ne pouvait s’engager entre deux gares s’il ne possédait pas la plaque pilote. Comme elle était unique, il ne pouvait y avoir qu’un seul train par tronçon. Des dérogations à cette règle étaient accordées lorsqu’il y avait plusieurs trains dans le même sens. Seul le dernier train emportait la plaque. Pour les trains précédents le chef de gare présentait la plaque au mécanicien et lui remettait un ordre écrit l’autorisant à s’engager sur la voie.

## Bâtiments
De nos jours il reste quelques bâtiments liés à cette ancienne ligne. Outre des maisons de gardes-barrières, c'est aussi le cas des gares de Boyelles, Écoust-Saint-Mein, Quéant ou Marquion ainsi que la halte de Saint-Léger. Beaucoup de gares sont typiques des lignes d'intérêt local, et on retrouvait des bâtiments presque identiques à Boyelles, Croisilles et Écoust-Saint-Mein. Ils étaient composés de la manière suivante :

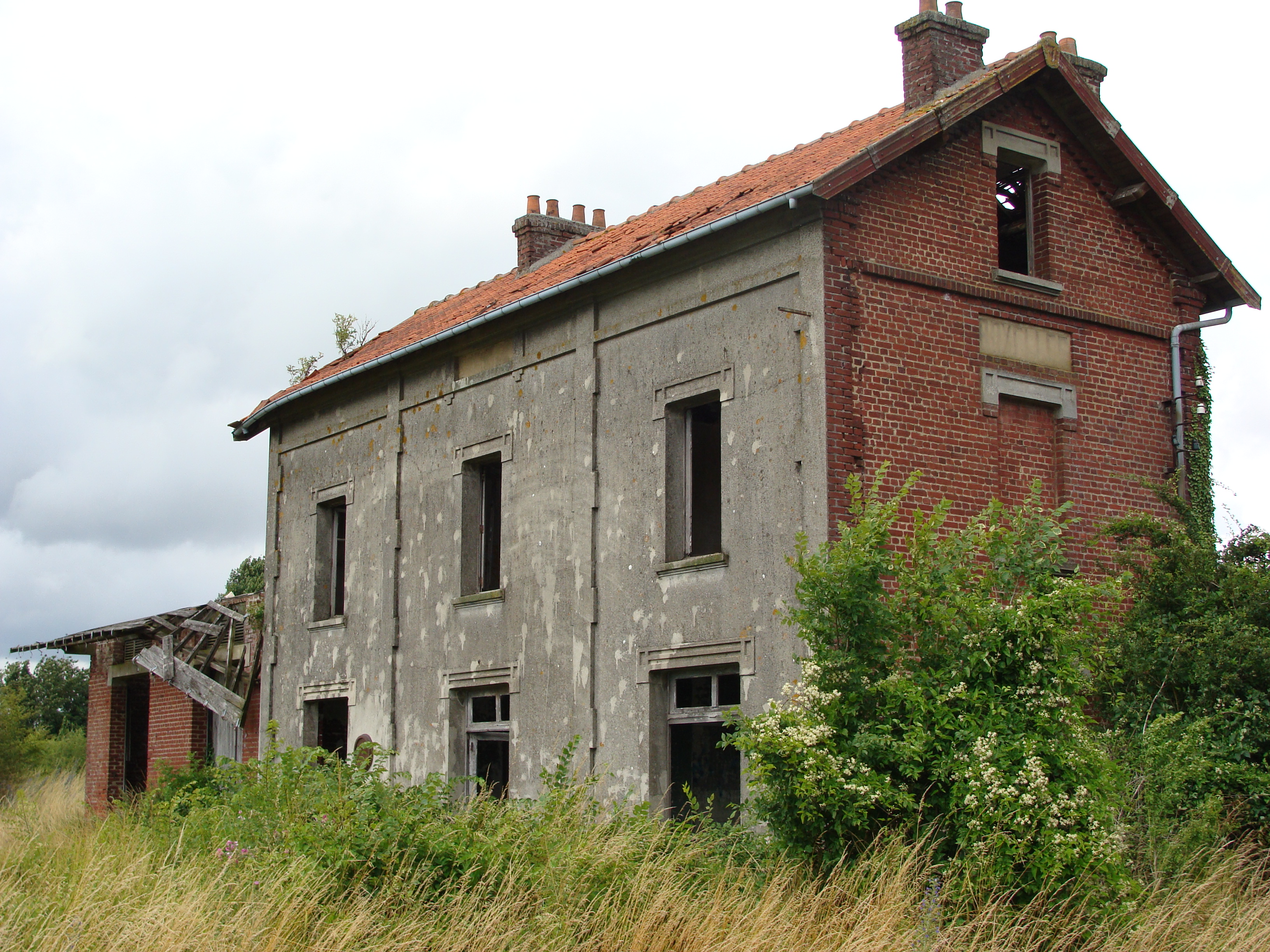
La gare de Boyelles

- Rez-de-chaussée :
L’entrée côté cour se faisait par une porte au centre du bâtiment. Elle menait à un vestibule au sol recouvert de dalles en ciment. L’enregistrement se faisait par des guichets aux voyageurs et aux marchandises situés sur la droite. Le bureau central au sol en parquet de chêne se trouvait derrière ces guichets. Un poêle au milieu de la pièce permettait de la chauffer. On retrouvait le même poêle dans la salle d’attente de l’autre côté du bâtiment, là où les voyageurs patientaient. Le sol y était également fait d’un parquet de chêne. Les bagages étaient stockés dans une pièce comprise entre le bureau d’enregistrement et la salle d’attente avec une porte qui donnait du côté de la voie.
- 1er étage :
L’étage était composé d’une grande salle à manger au centre du bâtiment avec une fenêtre côté cour et une fenêtre côté voie. Quatre autres pièces étaient situées aux extrémités du bâtiment. Il y avait deux chambres côté voie. Une chambre et une cuisine (la seule pièce carrelée) côté cour.
- 2e étage :
On y trouvait deux grandes chambres et un grenier au centre du bâtiment (ces bâtiments présentaient également une cave et des sanitaires extérieurs).

## Le matériel roulant
- Les locomotives à vapeur
  - 4 locomotives 030T de 24 tonnes livrées en 1876 1877 Batignolles no 6 à 9
  - 2 locomotives 030 à tender séparé achetées d’occasion au Nord,
    - une Koechlin type Bourbonnais de 1866 (no 3.342) et
    - une Tubize ex-Lille−Valenciennes de 1875 (no 3.370)
- Les locotracteurs Diesel
  - la compagnie C.G.L. décida de moderniser son parc moteur par la construction de trois locotracteur de type 030 dans ses ateliers de Bapaume. Construits en partant d’un châssis de locomotive à vapeur, munis d’un moteur diesel Willème de 200 ch et d’une transmission mécanique avec accouplement des essieux par bielles, Les deux premiers furent construits en 1948 et affectés aux lignes de Bapaume et de Marquion (no 31 et 32), où la régie du Pas de Calais les renumérota 1 et 2 à partir de 1961. Le troisième fut livré en 1950 à la ligne de Saint-Quentin (no 33), où la régie de l’Aisne en prit possession dès 1956.
- Les autorails
  - Le matériel automoteur mis en service dans la seconde moitié des années 1930 par la C.G.L., no 211 sur Boisleux – Marquion (futur no 4 de la régie du P.-de-C.). c'est un autorail à deux essieux, munis d’un moteur diesel de 120 / 130 ch et d’un seul poste de conduite, ce qui nécessitait leur virage sur plaque tournante en fin de parcours ou leur accouplement par deux « dos à dos ». Ils étaient construits artisanalement à Bapaume, dans les propres ateliers de la compagnie.
  - En 1956, la fermeture au trafic voyageurs de la ligne de la Compagnie du chemin de fer de Pont-de-la-Deûle à Pont-à-Marcq permit à la C.G.L. de muter du Nord au Pas-de-Calais un engin de conception un peu plus moderne, également à deux essieux mais pourvus de deux postes de conduite. C'est l'autorail Billard-C.F.D., type A75D construit en 1953 (no 21), équipé d’un moteur Panhard 4 HL de 80 ch, de 5,7 L de cylindrée, affecté en théorie aux dessertes voyageurs de la section Marquion−Cambrai. Il se distingue par l'absence de galerie, et les portes pliantes pneumatiques ont été remplacées par des portes coulissantes moins coûteuses, des persiennes de ventilation frontales différentes et des feux de signalisation écartés avec fanaux d'angle, conformes à la réglementation SNCF de l'époque. Il comportait 32 places assises. À l'intérieur, il n'y avait pas de WC ni de compartiment fourgon, les postes de conduite communiquaient directement, sans séparation, avec l'espace voyageurs. Il fut revendu après la fermeture de la ligne au trafic voyageurs aux Chemins de fer départementaux pour leur réseau du Morvan.

- Les matériels remorqués

En 1925, la compagnie disposait de
- 19 voitures,
- 7 fourgons,
- 155 wagons

Les voitures, toutes à deux essieux, correspondaient à des modèles assez archaïques remontant au second Empire. Elles possédaient une caisse en bois revêtue de panneaux tôlés et présentaient des aménagements mixtes en 1re/2e classes (quatre compartiments) et en 3e (cinq compartiments), avec accès par portières latérales.
Les fourgons à bagages, également à deux essieux, étaient munis d’un compartiment postal.
Les wagons à marchandises se répartissaient en : couverts, plats et tombereaux, ces derniers nettement majoritaires pour faire face aux transports de betteraves et de charbon.

## Les horaires
La vitesse moyenne du train était d'environ 30 km/h.
| pk | Gares                       | 1    | 2     | 3     | 4     | 5     | 6     | Gares                  | 7    | 8     | 9     | 10    | 11    | 12    | 13    |
| -- | --------------------------- | ---- | ----- | ----- | ----- | ----- | ----- | ---------------------- | ---- | ----- | ----- | ----- | ----- | ----- | ----- |
|    | - Arras (dép.)              |      | 8 06  | 11 35 |       | 16 28 | 19 02 | - Cambrai ville (dép.) |      | 8 16  | 10 40 | 11 46 | 12 23 | 16 11 | 19 01 |
| 0  | - Boisleux au Mont          |      | 8 28  | 11 56 | 15 18 | 16 50 | 19 27 | Rue Fbg Druon          |      | 8 22  |       | 11 52 | 12 29 |       | 19 07 |
| 4  | Boyelles                    |      | 8 36  | 12 06 | 15 27 | 16 57 | 19 36 | Porte de Paris         |      | 8 25  | 10 48 | 11 56 | 12 33 | 16 14 | 19 10 |
| 6  | St Léger                    |      | 8 43  | 12 12 | 15 36 | 17 04 | 19 50 | Tour d'Abancourt       |      | 8 27  |       | 11 58 | 12 34 |       | 19 12 |
| 10 | Croisilles                  |      | 8 51  | 12 22 | 15 52 | 17 09 | 19 52 | Cantimpré              |      | 8 33  | 10 58 | 12 05 | 12 39 | 16 25 | 19 18 |
| 13 | Ecoust St Mein              |      | 8 58  | 12 29 | 16 00 | 17 16 | 20 00 | Petit Fontaine         |      | 8 40  | 11 04 | 12 11 | 12 45 | 16 31 | 19 24 |
| 19 | Quéant                      |      | 9 09  | 12 40 | 16 07 | 17 30 | 20 11 | Fontaine Notre Dame    | ==== | 8 50  | 11 16 | 12 20 | 12 57 | 16 39 | 19 36 |
| 22 | Inchy en Artois             |      | 9 14  | 12 46 | 16 18 | 17 35 | 20 20 | Bourlon                | 5 42 | 9 01  | 11 30 | 12 23 | 13 16 | 16 48 | 19 48 |
| 24 | Buissy-Baralle (arrêt)      | ==== | 9 19  | 12 51 | 16 23 | 17 40 | 20 24 | Malakoff (garage)      | 5 48 | 9 08  | 11 42 | 12 36 | 13 23 | 16 52 | 19 56 |
| 26 | Marquion                    | 4 48 | 9 25  | 12 57 | 17 04 | 17 46 | 20 30 | Sauchy Lestrée         | 5 54 | 9 16  | 11 53 | 12 43 | 13 31 | 16 59 | 20 04 |
| 29 | Sauchy Lestrée              | 4 56 | 9 31  | 13 03 | 17 12 | 17 48 | ====  | Marquion               | 6 00 | 9 27  | 12 01 | 12 56 | 13 42 | 17 08 | 20 09 |
| 32 | Malakoff (garage)           | 5 01 | 9 36  | 13 09 | 17 19 | 17 53 |       | Buissy-Baralle         | 6 04 | 9 32  | ====  | 13 00 | 13 46 | 17 12 | ====  |
| 35 | Bourlon                     | 5 11 | 9 43  | 13 17 | 17 34 | 18 08 |       | Inchy en Artois        | 6 11 | 9 40  |       | 13 06 | 13 53 | 17 18 |       |
| 39 | Fontaine Notre Dame         | 5 21 | 9 50  | 13 23 | 17 43 | 18 16 |       | Quéant                 | 6 22 | 9 49  |       | 13 14 | 14 02 | 17 29 |       |
| 41 | Petit Fontaine (arrêt)      | 5 27 | 9 55  | 13 29 | 17 49 | 18 21 |       | Ecoust St Mein         | 6 34 | 10 03 |       | 13 26 | 14 14 | 17 42 |       |
| 43 | Cantimpré                   | 5 38 | 10 02 | 13 38 | 18 01 | 18 33 |       | Croisilles             | 6 51 | 10 12 |       | 13 37 | 14 28 | 17 53 |       |
| 44 | La Tour d'Abancourt (arrêt) | 5 41 | 10 05 | 13 41 | 18 04 | 18 34 |       | St Léger               | 6 57 | 10 18 |       | 13 42 | 14 34 | 18 00 |       |
| 44 | Porte de Paris (arrêt)      | 5 43 | 10 07 | 13 48 | 18 06 | 18 35 |       | Boyelles               | 7 08 | 10 22 |       | 13 50 | 14 43 | 18 09 |       |
| 45 | Fx brg Druon (arrêt)        | 5 46 | 10 10 | 13 56 | 18 09 | 18 41 |       | - Boisleux au Mont     | 7 21 | 10 52 |       | 14 05 | 14 50 | 18 29 |       |
| 46 | - Cambrai ville (arriv.)    | 5 52 | 10 19 | 13 59 | 18 15 | 18 48 |       | - Arras (arriv.)       | 7 38 | 11 00 |       | 14 20 |       | 18 43 |       |

4 : Les mercredis, jours du marché d'Arras, de Boisleux à Marquion 
- tous les jours, sauf samedis, de Marquion à Cambrai ; Lorsque le marché est remis, ces trains n'ont lieu que le jour de la remise du marché.

## Événements et anecdotes
- Jeudi 3 avril 1919, Bulletin des réfugiés du Pas-de-Calais : M. Henri Bachelet, Président du Conseil d’administration de la Compagnie du Chemin de fer de Boisleux à Marquion nous prie de faire connaitre que la ligne sera mise en exploitation entre Arras et Marquion, vraisemblablement le 5 avril ; au début, un train à l’aller et au retour desservira toutes les gares qui se trouvent sur le parcours ; l’horaire sera publié incessamment ;
- 11 février 1937, SUR LA LIGNE DE CHEMIN DE FER BOISLEUX-MARQUION, UN TRAIN DERAILLE ET LE MÉCANICIEN SAUTE EN BAS DE LA LOCOMOTIVE. Sur la petite ligne de chemin de fer reliant  Boisleux  à Cambrai, appelée ligne Boisleux-Marqulon, un déraillement s'est produit dans l'après-midi. Alors que le train roulait vers Marqulon, la locomotive et plusieurs wagons sautèrent hors des rails. A ce moment  le mécanicien et le chauffeur se lancèrent sur la voie. Deux wagons chargés de sucre se renversèrent sur le côté, suivis de deux autres. On releva le mécanicien et le chauffeur légèrement contusionnés. Ils reçurent des soins de M. le docteur Mercier, de Marquion. M. Vandaele, ingénieur de la ligne Boisleux-Marquion, et M.Bar, ingénieur des Travaux Publics, se sont rendus sur les lieux pour enquête. Ils ont constaté que l'accident était dû à un écartement des voies. Les travaux de déblaiement ont été poussés activement, car la circulation fut bientôt rétablie.
- L'événement majeur qui eut lieu sur la ligne Boisleux-Marquion date de la nuit du 31 août au 1er septembre 1944. Les Allemands voulaient couvrir leur retraite alors que les alliés arrivaient. Des wagons de munitions étaient stationnés entre l’entrée du village de Boisleux-Saint-Marc et Boyelles. Cachés entre deux buttes, ils n’étaient pas visibles à cause des grands arbres qui les entouraient. Ce camouflage évitait d'être repéré par les avions alliés. Les Allemands provoquèrent une explosion dans cette tranchée afin de ne rien laisser derrière eux. À la suite de l’explosion quelques wagons se détachèrent et dévalèrent vers Boisleux-au-Mont. Ils percutèrent un ou plusieurs autres wagons à DCA qui se trouvaient à l’entrée du village près d’un petit pont. L’explosion fut énorme et provoqua la mort de quelques Allemands qui passaient à cheval sous le pont. Il fut impossible de dire combien ils étaient tant l’explosion fut virulente. Pensant qu’il s’agissait d’un acte de sabotage, les Allemands menacèrent de raser le village, et le maire M. Démiautte eut toutes les peines du monde à expliquer que c’étaient les leurs qui avaient fait sauter le train.
- En 2009, une exposition a retracé l'histoire de la ligne Boisleux-Marquion[2],[3].

## Pour approfondir